# 高橋伸也
高橋伸也（日语：／ Takahashi Shinya，1978年12月5日—），出身於日本山形县酒田市的男性配音員。目前隸屬於Raccoon Dog。

## 人物
- 之前是隸屬於RME。

## 作品

### 電視動畫
2007年
- BLEACH（部員）

2008年
- 食靈-零-（飯綱紀之）
- SKIP BEAT！華麗的挑戰（工作人員）
- 野良耳（伸也、電視中的聲音）
- 魔法學園MA（學生A）

2009年
- 白色相簿（仙道）

2010年
- 海月姬（作業員）
- 屍鬼（村迫正雄）
- 傳說的勇者的傳說
- 笨蛋，測驗，召喚獸（竹中老師、男學生）
- 夢色蛋糕師（警備員A）

2011年
- 世界一初戀（佐佐木）
- 世界一初戀2（友人）
- HIGH SCORE（喜多川幹彥、男學生A、空手道社員B）
- 惡魔奶爸（鄉宏道、影組-出崎巧、不良K、兵士B）
- 女神異聞錄4

2012年
- Another（松永克巳）
- 羅馬浴場（除毛匠、溫泉客1、衛兵A、山賊2）
- 一起一起這裡那裡（雪球機、聖誕老人）
- 坂道的阿波羅（學長）
- 釣球
- 丸少爺（金鬼）
- 織田信奈的野望（前鬼/安倍晴明）
- 刀劍神域（盜賊、玩家、火精靈）
- 女高网球部（茄乃的父亲、尤卡坦）

2013年
- 南家三姊妹 我回來了（壽司店）
- 來自新世界
- DD北斗之拳
- 女高网球部（茄乃的父亲、尤卡坦）
- 我不受歡迎，怎麼想都是你們的錯！（教師）
- 蒼藍鋼鐵戰艦（船員B、武裝兵C）
- 穿透幻影的太陽（盛田社長）
- 東京闇鴉（木暮禪次朗）
- 境界的彼方（老師）
- 武士弗拉明戈（上班族）

2014年
- 流浪神差（螳野、妖、妖A、秋巴、行人）
- 中二病也想談戀愛！戀（學生）
- 櫻Trick（主持人）
- 農林（學生）
- 世界征服 謀略之星（隊長、駕駛、大叔C、戰車隊隊長）
- 武士弗拉明戈（公安C）
- 我們大家的河合莊（友人A）
- 東京喰種（馬淵活也）
- 刀劍神域Ⅱ（酒店的客人、攻擊者、男性職員、玩家（眼罩）、討伐隊、玩家、火精靈玩家）
- 斬！赤紅之瞳（托比）
- 月刊少女野崎同學（男子、男學生）
- 信長協奏曲（丹羽長秀）
- 東京ESP（坂本、輔導員B、不良A、執行部隊隊員）
- 甘城輝煌樂園救世主（情侶男子、大黑、教師）
- 舞力四射（涌井、MC凱恩）
- SHIROBAKO（大山）

2015年
- 偵探歌劇 少女福爾摩斯 TD（看守、街上的人B）
- 東京喰種√A（警備兵、搜查官）
- 暗殺教室（三村航輝）
- 無頭騎士異聞錄 DuRaRaRa!!×2 承（丹尼斯）
- The Rolling Girls（田、瀨戶勘太郎、村人）
- 純潔的瑪利亞（英兵B）
- SHIROBAKO（原作者、製作人）
- 七大罪（聖騎士D）
- 電波教師（作業員A）
- 我是高宮茄乃！（茄乃父親）
- 银魂°（派發宣傳單的店員、拓真）
- Chaos Dragon 赤龍戰役（醉漢、部下B）
- 亂步奇譚 拉普拉斯的遊戲（警官、新聞主播、看熱鬧的人B、教師、男性新聞主播）
- 無頭騎士異聞錄 DuRaRaRa!!×2 轉（年輕人、丹尼斯）
- 和歌子酒（年輕男A、店員、上司、店員A）
- 魔鬼戀人 -MORE,BLOOD-
- 流浪神差 ARAGOTO（秋巴、不利個目男、男性職員、布袋、神B）
- 學戰都市Asterisk（經紀人）
- DD北斗之拳2（ダイヤ、達卡爾、巨人巴巴、姆特）
- Dance with Devils（警官B、禮車駕駛、男學生、黑手黨、司祭、司祭B）
- 全部成為F THE PERFECT INSIDER（川端）

2016年
- 無彩限的幻影世界（教師、大猿的幻影、柳原老師、幻影、海坊主幻影）
- 春太與千夏～春太與千夏共度青春～（成島父親）
- 只有我不存在的城市
- 暗殺教室 第2期（三村航輝）
- 無頭騎士異聞錄 DuRaRaRa!!×2 結（邪蛇邪、丹尼斯、部下）
- 虹色時光（古田）
- 灰與幻想的格林姆迦爾（店主、義勇兵B、哥布林D、地精B、地精A、高等地精C）
- 蒼之彼方的四重奏（審判）
- 金田一少年之事件簿R 第2期（大塚医生）
- 迷家（達哈拉、青年Boy、職員C、老醫師）
- 逆轉裁判（山野星雄）
- 偶像學園STARS！（助監督）
- 聖戰刻耳柏洛斯 龍刻的災禍（門兵、士兵、親信、軍團員、交換手、軍團兵、部下A、聲、凡洛迪斯王國騎士）
- B-PROJECT〜鼓動＊Ambitious〜（錄音導演、工作人員A、演出助手、導演A、導演、廣播A）
- 時間旅行少女～真理、和花與8名科學家～（教練、警官、彼得、部下3、審查員）
- 槍彈辯駁3 －The End of 希望峰學園－ 絕望篇（教師、男）
- 終末的伊澤塔（中隊長、托馬斯、昆茲、家令）
- 信長的忍者（刺客）
- 夢幻慶典（歌唱老師、臼倉太郎、不良學生、男、舞蹈老師、演唱會人員）

2017年
- 3月的獅子（講師、長者、島田的父親、老爺爺）
- 銀魂.（快援隊隊士B）
- Hand Shakers（學校職員）
- CHAOS;CHILD（柿田廣宣）
- 小林家的龍女僕（快遞人員、戶田、曾根、谷菜、男子中學生、所長、沙華魚人、食材、才川的父親、辰田、山下）
- 重啟咲良田（醫師）
- 時鐘機關之星（軍下士官、官房長官）
- 雛子的筆記（鳥太郎's、農家大叔）
- 巴哈姆特之怒 VIRGIN SOUL（船的作業員）
- 覆面系NOISE（男性主持人、車站人員、廣播DJ）
- 末日時在做什麼？有沒有空？可以來拯救嗎？（單眼鬼的醫生、獸、發掘員、發掘隊員、作業員B、航海士）
- 夏目友人帳 陸（老鼠臉的妖怪）
- sin 七大罪（新婚夫）
- 阿童木起源（聲B）
- 活擊 刀劍亂舞（狐之助、三吉慎藏）
- 猜謎王（男性教師）
- 動作女英雄啦啦水果（羅奇王、車站站長〈路子父〉、司機、啦啦水果的迷B）
- 18if（マッチョダイバー、江藤、佳世的父親、愛莉的原男友、監督、賀茂晴義、執事、索諾的父親、犬吠埼）
- 時間支配者（兄、計、男性A、柯羅諾斯指揮官、男性、站務員）
- 舞動青春（審查員B、觀眾）
- 地獄少女 宵伽（勝澤智也的父親）
- 相親對象是強硬問題兒學生（伯父、學生A、男性教師）
- 十二大戰（傭兵A、男B、設施職員）
- 奇諾之旅 -the Beautiful World- the Animated Series（大人C）
- 夢幻慶典R（武、主持人）
- 結城友奈是勇者 －勇者之章－
- 鬼燈的冷徹 第貳期（膨膨頭）
- 魔法使的新娘（巴尼）
- 動畫同好會（男學生、廣播、配送員、月台的廣播、棒球社成員、田徑社成員、學生、足球社成員）
- 網路勝利組（老鼠怪人、怪物）
- 犬屋敷（織田的父親、電視節目、藝人、男學生、刑警、客、播報、副機長）
- 3月的獅子 第2期（教师、将棋联盟职员、来场者、棋士2、友人2、学生会的学生）

2018年
- 3月的獅子 第2期（關係者2、青野、關係者1、咲坂）
- 愛吃拉麵的小泉同學（男子C）
- 皇帝聖印戰記（主持人、士兵、鍛冶屋的弟子、尼可拉）
- 按鍵發明 PIKACHIN-KIT（フクロウのジェームズ）
- 爆肝工程師的異世界狂想曲（ミゼ）
- 小木乃伊到我家（阿勇、男学生、大叔、收藏家）
- 妖精森林的小不點（青蛙主持人、コモク）
- 沒有心跳的少女 BEATLESS（尤賽夫·馬萊曹長）
- 妖怪旅館營業中（廚師長、一反木綿A、六助）
- 宇宙戰艦提拉米斯（廣播、福登、警察官、製作人、研究員、操作員B、掌櫃）
- 東京喰種:re（伊東倉元）
- 偶像活動Friends！（攝影師、導演、工作人員、面試官、角田助監督）
- 極道超女（貝斯）
- 錢進球場（井田、加瀨、主審、美里、川崎、味平店主）
- 女神異聞錄5 the Animation（教師A、個展工作人員、秀盡學生A、教師）
- 和風喫茶鹿楓堂（長田徹）
- 夢王國與沉睡中的100位王子殿下（亞姆）
- 千緒的通學路（暴走族、警官、旁白、上班族、路人〈男〉、不良、暴走族2〈墨鏡力怎頭〉、強盜阿爾法）
- OVERLORD III（羅內·梵米利恩）
- 深夜！天才傻鵬（寵物店店主）
- 宇宙戰艦提拉米斯Ⅱ（聯邦兵、保鑣、聲、酒保、福登、播報聲、華丸烏龍麵店員、船員A、船員、司機、作業員）
- 軒轅劍·蒼之曜（上官、部下、安策的部下、右機關長）
- 強風吹拂（電視的聲音、記者A）
- 佐賀偶像是傳奇（工作人員）
- 學園BASARA（棒球社員、吹奏樂社員、學生、男學生）
- JoJo的奇妙冒險 黃金之風（馬力歐·茲克羅）
- 哥布林殺手（村長、鍛冶職人、冒險者、大眼球）
- 東京喰種:re 第2期（伊東倉元）
- 只要別西卜大小姐喜歡就好（職員）

2019年
- 刀劍神域 Alicization（自衛官）
- 多羅羅（村人A、家臣、男、漁師）
- 明治東京戀伽（物之怪2、攝影師）
- 五等分的新娘（四葉的導師）
- 魔法少女特殊戰明日香（吉野）
- Star☆Twinkle 光之美少女（塔茨）
- 鬼滅之刃（隱）
- RobiHachi（哈麻麻星人、托）
- 海盜戰記（手下）
- 警視廳 特務部 特殊兇惡犯對策室 第七課 -特7-（狗強盗）
- Z/X Code reunion（藍色世界的幹部）
- 刀劍神域 Alicization War of Underworld（自衛官、特工、加百列的父親、傳令、哥布林、平木）

2020年
- ID:INVADED（隊員A、播報員、隊員、看守）
- 織田肉桂信長（演員、傳教士、南蠻人、鎺國行、家臣、上班族、男性犬美容師、廣播、獸醫）
- pet（怪人）
- 〈Infinite Dendrogram〉-無盡連鎖-（亞歷杭德羅·沃克、山賊）
- 寶石商人理察的謎鑑定（店員）
- 請在伸展台上微笑（攝影師）
- 戀愛中的小行星（堀口正美）
- 排球少年！！TO THE TOP（寺田浩二）
- IDOLiSH7 Second BEAT!（主持人）
- 富豪刑事 Balance:UNLIMITED（湯本鐵平、黑衣人、站員）
- 闇影詩章（男學生、艾莉絲的粉絲、廣告廣播）
- 噴嚏大魔王2020（節目MC）
- 格萊普尼爾（金城）
- 小妖怪（旁白、人面獨角仙、無人巴士、帥哥B）
- 魔法律事務所 第2期（惠比壽／惠比壽花夫）
- 大欺詐師（夫、面試官、採訪者）
- DECA-DENCE（武器店店主、戈梅斯、沙利）
- Tomica Earth Granner 地球防衛隊（叔叔）
- 天晴爛漫！（吉爾的部下、惡漢兄弟部下）
- 魔王學院的不適任者～史上最強的魔王始祖，轉生就讀子孫們的學校～（皇族、觀眾、黑服男子、勇者兵）
- 刀劍神域 Alicization War of Underworld -THE LAST SEASON-（男性記者、外送員）
- 在魔王城說晚安（宅邸手下哥布林）
- 戰翼的希格德莉法（神里・敦）
- 憂國的莫里亞蒂（侍者、船長、船客）
- 阿松 第3期（配送員、主持人、駄目丸）
- 池袋西口公園（大木社長、G少年D）
- 妖怪學園Y ～第N類接觸～（メテオゴン）
- 全員惡玉（守衛、警備員、處刑課）
- D4DJ First Mix（教師）
- 光之戰記 -ZUERST-（羅塔斯）

2021年
- 轉生成蜘蛛又怎樣！
- 工作細胞BLACK（紅血球、淋菌、類固醇、毛母細胞、殺手T細胞）
- 偶像學園Planet！（主持人）
- WAVE!!～來衝浪吧!!～（實況）
- 半妖的夜叉姬（鼬男）
- 阿松 第3期（芋人、チャラAI、旁白、教官）
- EX-ARM（駕駛員、職員、手下）
- 闇影詩章（士兵）
- ICHU偶像進行曲（計程車司機）
- 奇蛋物語 Wonder Egg Priority（客人）
- 五等分的新娘∬（四葉的導師）
- SSSS.DYNAZENON（住持、校長、男性廣播）
- 魔卡派對（教師、薩普、切鯊）
- 龍先生、想要買個家。（大史萊姆A、冒險者A、ノーム、鯨、ヒャッハー勇者、旅人A、骸骨A、狐狸、路人勇者A、路人A、喝多的怪物A）
- 聖女魔力無所不能（高官、舞蹈講師、愛良的父親、文官、丹尼爾·克勞斯納）
- 擾亂 THE PRINCESS OF SNOW AND BLOOD（川本、鴉森召治）
- 後空翻少年!!（雙葉義隆）
- 持續狩獵史萊姆三百年，不知不覺就練到LV MAX（艾倫斯特、藍龍B、村民B、魔族幹部B、裁判、村民A）
- 本田小狼與我（廣播）
- 憂國的莫里亞蒂（ヤード、男、律師、羅賓遜、貴族）
- 如果這叫愛情感覺會很噁心（教師、男性店員、男子A、男性）
- 小林家的龍女僕S（廣播、長老龍、曾根、谷菜、破滅之龍、健的朋友、閃亮青年、妖精、宅配員、男性客、Mr.Quiet、德拉格紐特）
- TSUKIPRO THE ANIMATION2（音響人員、神主）
- RE-MAIN（田徑社3年生）
- 歌劇少女！！（大叔、攝影師、主持人 男性）
- EDENS ZERO 伊甸星原（ヤック）
- 我們的重製人生（社長）
- 平穩世代的韋馱天們（流浪漢、廣播、魔族）
- 三角窗外是黑夜（店長）
- 鬼滅之刃 無限列車篇（機修工師傅）
- 世界頂尖的暗殺者轉生為異世界貴族（帕特、維科尼兵）
- 吸血鬼馬上死（裘恩粉絲俱樂部A）
- 大正處女御伽話（體育教師、受災的人們）
- 前輩有夠煩（男性社員）
- 鬼滅之刃 遊郭篇（紫藤花家紋男性）
- 異世界食堂2（側近）
- 國王排名（波恩）

2022年
- ORIENT 東方少年（官員、領民、武士、上杉武士團團員、大友、小隊長）
- 東京24區（喬布）
- 天才王子的赤字國家重生術（荷洛奴埃）
- 與變成了異世界美少女的大叔一起冒險（哈格勒）
- 戀上換裝娃娃（攝影師）
- 自稱賢者弟子的賢者（商隊長）
- 社畜想被幼女幽靈療癒。（課長）
- 作為女主角！～被討厭的女主角與秘密的工作～（顧問、記者A、演出家）
- SPY×FAMILY間諜家家酒（WISE機關員、密輸組織員、聽眾、伊甸學院教師、吉姆·海沃德、小販、綁架犯、恐怖分子、國家保安局員、費曼、配達員、網球實況）
- 白領羽球部（裁判）
- 舞動不止（警官）
- Healer Girl 歌癒少女（醫院的人們）
- 盾之勇者成名錄 Season2（莉希雅的父親）
- 射擊覺醒！激鬥瓶蓋人DX（路比亞教授、主治醫）
- 不會拿捏距離的阿波連同學（管理員）
- 青之蘆葦（實況）
- 杜鵑婚約（搭訕男、客人）
- 頂點!!!!!!!!!!!!!!!（邪惡科學家、AD、黑手黨、沙龍會員、旁白、店員、播報員、猛男、青蛙師父）
- Lycoris Recoil 莉可麗絲（真島手下、武裝集團、米岡、作業員、廣播、記者）
- 金裝的維爾梅～瀕臨留級的學生與最強災害掉入魔法世界～（旁白）
- 組長女兒與保姆（矢野）
- 奇米萌 CHIMIMO（不動產公司的店員、烤肉串店的店長、課長、拍賣會人員、垃圾回收業者B、抽獎人員、新聞播報員）
- 小邪神飛踢X（老人、電視旁白）
- 來自深淵 烈日的黃金鄉（干涉器）
- 神渣☆偶像
- 黑之召喚士（烏魯德）
- 惑星公主蜥蜴騎士（半月的父親、組長）
- OVERLORD IV（酒廠長）
- 盛開的阿斯諾特莉亞 吸！（牧牛人）
- 我家師傅沒有尾巴（長老、黑道2、老頭、黑道1）
- 軟軟噗尼寵物小精靈（ゆかのパパ）
- 福星小子（浩介）
- BLUE LOCK 藍色監獄（記者A）
- BLEACH 千年血戰篇（賈茲·多米諾）
- 永久少年 Eternal Boys（店長）
- 鏈鋸人（廣播、巨漢殭屍）

2023年
- REVENGER（共謀者A、患者）
- 福星小子（中野）
- 異世界悠閒農家（酒館主人、藍登）
- 為了養老，我要在異世界存8萬枚金幣（教師）
- 給不滅的你 Season2（凱的父親）
- 海盜戰記 SEASON 2（維京人、狐、克努特的使者、從士、村民）
- TRIGUN STAMPEDE（獵手A）
- 海盜戰記 SEASON 2（維京人、狐狸）
- D4DJ All Mix（店主〈肉店〉、教師）
- 不相信人類的冒險者們好像要去拯救世界（店主）
- TechnoRoid 超越意志（主治醫、事務員、男人們）
- 開闊天空！光之美少女（遊覽鳥）
- 最強陰陽師的異世界轉生記（間諜）
- 尼爾：自動人形 Ver1.1a（機械生命體）
- 物之古物奇譚（門守梅吉[2]、唐傘）
- 阿魯斯的巨獸（吉克）
- 再得一勝！
- 吸血鬼馬上死2（吸血鬼脫衣麻將俱樂部 東）
- 躍動青春（男性教師）
- 可愛過頭大危機（黑貓的原飼主〈男〉、TV解說、嘰里咕嚕、男性）
- 異世界一擊殺姊姊 ～姊姊同伴的異世界生活開始了～（店主）
- 魔法少女毀滅者（職業摔角御宅族[3]）
- 鬼滅之刃 刀匠村篇（側近、相親對象、醫生）
- 偶像大師 灰姑娘女孩 U149（警察官、地鐵廣播）
- 天國大魔境（岩田的同伴）
- 放學後失眠的你（老師）
- 六道的惡女們（朱井公平）
- 轉生貴族的異世界冒險錄～不知自重的眾神使徒～（波剛）
- 其實，我是最強的？（宮廷魔術師、頭目、召喚士、冒險者A、伊比爾拜松、教師、暗殺部隊隊長）
- 甜點轉生（帕提希艾、村男1、貴族、行商人）
- 我喜歡的女孩忘記戴眼鏡
- 神劍闖江湖－明治劍客浪漫譚－（西脇、小弟、紳士、護衛、武田觀柳的私兵、銃士隊長、警官、塚山由左衛門、繪草紙店店主、圍觀者、石川縣士族）
- AI電子基因（中華料理屋的老闆、武装風紀委員長）
- 聖者無雙～上班族的異世界生存之道～（巴斯拉[4]、冒險者、懷特、希拉的父親）
- 殭屍100～在成為殭屍前要做的100件事～（高橋前輩）
- 轉生成自動販賣機的我今天也在迷宮徘徊（格高伊爾、黑衣人B、豐豚魔B、飲食店的店主C）
- 冒險大陸 阿尼亞王國
- 我的幸福婚約
- 能幹貓今天也憂鬱（社員、獵人）
- 聖女魔力無所不能 Season2（男店員、高官、礦夫）
- 16bit的感動 ANOTHER LAYER（主要插畫師、店員B、晴彥[5]、局製作人、現場監督、作業員、路人D）
- 希望之力～成年光之美少女'23～;（電話的聲音）
- 堤亞穆帝國物語～從斷頭台開始，公主重生後的逆轉人生～（料理長）
- 靠著魔法藥水在異世界活下去！（君達、阿比利、艾德）
- 柚木家的四兄弟（旁白）
- 狩龍人拉格納（雷傑王國的大臣）
- 星靈感應（播音員B）
- 川越男子歌唱團（不良）
- 想當冒險者前往都市的女兒成為S級哥德人）
- 地下忍者（謎之學生、教師、大叔3、研究員、泰歐、肥竹、桐生）
- 豬肝記得煮熟再吃（羅西[6]）
- 超超超超超喜歡你的100個女朋友（生物老師）
- SPY×FAMILY間諜家家酒 Season 2（格拉姆·格萊徹的父親、鉤爪使）
- 家裡蹲吸血姬的鬱悶（第七部隊員）
- 凹凸魔女的親子日常（客之伯爵）
- 哥布林殺手II（鰓人、士兵）{{
- 咒術迴戰 懷玉·玉折 / 澀谷事變（官公廳職員、一般人）

2024年
- [四處貼上吧！小狗（犬丸）
- 婚戒物語（家臣、王）
- 非自願的不死冒險者（麵包店大叔、冒險者）
- 福星小子 第2期（兔子、機器人醫生、翼龍）
- 秒殺外掛太強了，異世界的傢伙們根本就不是對手。（領主雅彥）
- 為了在異世界也能撫摸毛茸茸而努力。（撒澤爾）
- 葬送的芙莉蓮（布萊）
- 最弱魔物使開始了撿垃圾之旅。（神父、店主、拉格、行商人、哈格）
- 美妙寵物 光之美少女（焦躁怪）
- 最強肉盾的迷宮攻略～擁有稀少技能體力9999的肉盾，被勇者隊伍辭退了～（客A、冒險者A）
- HIGH CARD 至高之牌 season2（克洛艾的父親）
- 藥師少女的獨語（文官）
- 治癒魔法的錯誤使用法～奔赴戰場的回復要員～（吉爾格）
- 碰之道（雀士）
- 神明渴求著遊戲。（隊長、副隊長）
- Re:Monster（哥布B、大哥布B、冒險者、丑妖精隊長、手下、帝國騎士、足輕科波爾德、秋田犬、綁架團）
- 星際莊的戀愛日記（搬家工人、魚店、攝影師）
- 秘密的偶像公主（青空友希）
- 轉生貴族憑鑑定技能扭轉人生～繼承弱小領土後，招募優秀人才打造最強領土～（查理、約翰）
- 蔚藍檔案 The Animation（客、地下銀行的銀行員）
- 怪異與少女與神隱（編輯）
- 極速星舞（經紀人）
- 轉生為第七王子，隨心所欲的魔法學習之路（布頓）
- 鬼滅之刃 柱訓練篇
- 金剛戰神U（中年男性、林[7]）
- 擅長逃跑的殿下（鹽田次郎、臉上有集中線的大叔）
- 魔王軍最強的魔術師是人類（混混）
- 前輩是偽娘（校長）
- 魔導具師妲莉亞永不妥協（公會職員〈男性A〉）
- 鹿乃子乃子乃子虎視眈眈（角田先生、參拜客、小槌）
- 異世界悠閒紀行～邊養娃邊當冒險者～（門衛）
- 地下城中的人（怪物）
- 敗北女角太多了！（店主）
- 杖與劍的魔劍譚（盧奈斯·阿雷托[8]）
- 【我推的孩子】 第2期（茜的父親）
- 哆啦A夢（役人）
- 科學×冒險生存！（主持人）
- 被逐出隊伍的治癒師，其實是最強（冒險者）
- 最狂輔助職業【話術士】世界最強戰團聽我號令（鬍子男）
- 悲喜漁生（傳說中的釣魚者）
- 精靈幻想記2（弗朗索瓦·加魯亞克）
- Acro Trip 頂尖惡路（眼鏡男、班主任、TV員工）
- 殿下與狗（末吉、白、鎮民）
- 聽說你們要結婚！？
- 女僕冥土小姐（男性店員）

2025年
- 科學×冒險生存！（導遊、廣播、奇部長）
- 雖然我是注定沒落的貴族 閒來無事只好來深究魔法（老講師、男A、職員、野盜、部下、艾克斯、鑑定士）
- 歡迎來到日本，妖精小姐。（蜥蜴人）
- 殿下與狗（重虎的臣下、男性A）
- 中年大叔轉生反派千金（醫生）
- 魔法使的約定（市民）
- S級怪獸《貝希摩斯》被誤認成小貓，成為精靈女孩的騎士（寵物）一起生活（古拉德斯通伯爵）
- 藥師少女的獨語（高官）
- 真・武士傳YAIBA（保安、部員、同學、蛞蝓男/蝸牛男、普通人、侍、門下生）
- 我是星際國家的惡德領主！（護士、客A、操作人員、海賊騎士）
- LAZARUS 拉撒路（主持人、主人、工作員）
- Summer Pockets
- 終末起點（達登·沃克[9]）
- 瞬間治癒卻被當成廢物踢出隊伍的天才治療師，改當無照治療師快樂過活（狼人A、男）
- 記憶縫線YOUR FORMA（搜查官）
- 忍忍者與殺手的同住日常（顧客、叔叔）
- 賽馬娘 灰髮灰姑娘（整備員、實況、觀眾）
- 受到猩猩之神庇佑的大小姐受到王立騎士團寵愛（老闆）
- 屁屁偵探（怪盜T）
- 使人誤解的工房主～關於原英雄隊伍的雜役人員，實際上除了戰鬥能力外全是SSS的故事～（比比諾克）
- 直至魔女消逝（人們、景觀）
- 機動戰士Gundam GQuuuuuuX
- 華Doll*-Reinterpretation of Flowering-（導演、幹部、學生）
- 神統記（拉古村幹部兵）
- Classic★Stars – 古典樂★之星（壽司店店員）
- 費馬的料理（田中議員）
- 氣絕勇者與暗殺公主（買家）
- 新吊帶襪天使（攝影師、警官）
- 美男高校地球防衛部ハイカラ!（生徒）
- 歡迎光臨流放者食堂！（哥布林、格林兄）
- 鬼人幻燈抄（杉野又六）
- 渡同學的××瀕臨崩壞（男性朋友D）
- 無職英雄（雷恩[10]）

### OVA
2010年
- 打工聲優！（船木龍一）
- 小雞之戀（田中）

2014年
- 流浪神差（教師A）※漫畫第10卷附贈OAD特別篇

2016年
- 流浪神差「一起拍照吧」（拉麵店店長）※單行本第16卷限定版附贈DVD
- 無頭騎士異聞錄 DuRaRaRa!!×2 結 外傳！？ 第19.5話 DuFuFuFu!!（丹尼斯）※劇場先行上映[11]

2017年
- NEKOPARA（搬家業者）

2018年
- Free!－Dive to the Future－第0話（山中一郎）

### 動畫電影
2015年
- 怪物的孩子
- High Speed! -Free! Starting Days-（沼田陽一）

2016年
- 玻璃花與毀壞的世界（丹尼爾）
- PERSONA3 THE MOVIE #4 Winter of Rebirth（キャスター）

2017年
- 虐殺器官（ショーン）

2019年
- 屁屁偵探：咖哩香料事件（ゴウト）

2020年
- 劇場版 鬼滅之刃 無限列車篇（列車駕駛、乘客）

2024年
- 屁屁偵探電影：再見親愛的夥伴（屁屁）啊（ビッグフラワー財団員）

2025年
- 屁屁偵探電影：星與月（怪盜T[12]）
- 小林家的龍女僕 害怕孤獨的龍（大叔妖精[13]）

### 网路动画
2017年
- 独自生活的小学生（日语：ひとり暮らしの小学生）（常客的哥哥、伊藤博司、警察先生）[14]

### 遊戲
2006年
- Laughter Land

2009年
- SweetHoneyComing（緒方肇、西園寺三孝）
- SACRED BLAZE

2010年
- 天神亂漫 Happy Go Lucky!!（東雲庵）
- 夏空記事（澤野井宗介）

2011年
- 聖騎戰史

2016年
- 白貓Project（シュガー）

2020年
- 执剑之刻

2022年
- 新楓之谷（火毒大魔導士（男））

2023年
- 棕色塵埃2（威格）

2024年
- 聖女不死心 ～不受歡迎形單影隻的死靈法師轉生成為聖女，努力結交新的朋友～（該隱·阿爾貝特[15]）

### 外語配音
2021年
- 樂高悟空小俠（孫悟空）

### 音樂CD
- 喰靈-零- 角色歌 Vol.3 櫻庭一騎&飯綱紀之（飯綱紀之、2009年3月25日）

## 註解
1. 1 2  |代表作=料理長（妖怪旅館營業中。）

高橋 伸也 （页面存档备份，存于）
2. ↑  . Comic Natalie. 2022-12-05  [2022-12-05]. （原始内容存档于2022-12-08） （日语）.
3. ↑  . Comic Natalie. 2023-02-24  [2023-02-24]. （原始内容存档于2023-04-02） （日语）.
4. ↑  @seija_anime.  (推文). 2023-07-14  [2023-08-19] –Twitter.
5. ↑  @16bit_anime.  (推文). 2023-11-02  [2023-11-18] –Twitter.
6. ↑  @butaliver_anime.  (推文). 2023-11-05  [2023-12-16] –Twitter.
7. ↑  . Comic Natalie. 2024-04-30  [2024-04-30]. （原始内容存档于2024-05-06） （日语）.
8. ↑  . Comic Natalie. 2024-06-07  [2024-06-07]. （原始内容存档于2024-06-07） （日语）.
9. ↑  . コミックナタリー. ナターシャ. 2025-03-05  [2025-03-19].
10. ↑  . Comic Natalie. 2025-08-01  [2025-08-01] （日语）.
11. ↑  . 電視動畫「無頭騎士異聞錄 DuRaRaRa!!×2」官方網站.   [2016年7月30日]. （原始内容存档于2016年8月1日） （日语）.
12. ↑  . Comic Natalie. 2025-03-14  [2025-03-14] （日语）.
13. ↑  . Comic Natalie. 2025-06-27  [2025-06-27] （日语）.
14. ↑  . 搜狐. 2017年8月29日  [2017年12月5日]. （原始内容存档于2017年12月6日）.
15. ↑  . 『ホーリーアンデッド 〜非モテでぼっちの死霊術士が、聖女に転生してお友達を増やします〜』公式サイト. ビジュアルアーツ.   [2024-09-19].

## 外部連結
- （日語） 高橋 伸也 （页面存档备份，存于），事務所的介紹頁。